# Coupe du monde de course en montagne 2025
Navigation
2024 2026
La Coupe du monde de course en montagne 2025 est la vingt-sixième édition de la Coupe du monde de course en montagne, compétition internationale de courses en montagne organisée par l'association mondiale de course en montagne.

## Règlement
Les courses sont réparties en trois formats distincts :
- Vertical : distance d'environ 3 à 10 km avec un dénivelé positif compris entre 500 et 1 250 m (150 à 250 m/km)
- Classique : distance d'environ 9 à 21 km, dénivelé positif et négatif entre 100 et 150 m/km
- Long : distance d'environ 22 à 45 km, dénivelé positif et négatif entre 80 et 120 m/km

Le calcul des points est identique dans les catégories féminines et masculines. En plus du classement général, un classement par format est effectué. Le score final de chaque catégorie cumule les 4 meilleures performances de la saison et celui général, les 9 meilleures performances toutes catégories confondues.
Un bonus de 5 points est accordé aux participants de chaque course de la finale en Slovénie. Les athlètes doivent terminer dans les points (18 premières places) afin de recevoir le bonus.
| Classement | 1er | 2e | 3e | 4e | 5e | 6e | 7e | 8e | 9e | 10e | 11e | 12e | 13e | 14e | 15e | 16e | 17e | 18e |
| ---------- | --- | -- | -- | -- | -- | -- | -- | -- | -- | --- | --- | --- | --- | --- | --- | --- | --- | --- |
| Points     | 50  | 42 | 35 | 30 | 26 | 23 | 20 | 18 | 16 | 14  | 12  | 10  | 8   | 6   | 4   | 3   | 2   | 1   |

## Programme
Le calendrier se compose de quinze courses, réparties sur neuf événements comprenant quatre courses classiques en montée et descente, six courses verticales et cinq courses longues. De nouvelles épreuves rejoignent le calendrier qui visite pour la première fois la Roumanie et la Chine. Une finale commune pour les catégories verticales et classiques a lieu en Slovénie avec une course verticale à Velika Planina sur le tracé des championnats d'Europe de course en montagne et trail 2026 ainsi que la course de Šmarna Gora qui a lieu exceptionnellement en août,.
| Nom de la course             | Distance | Dénivelé            | Pays       | Date            | Type      |
| ---------------------------- | -------- | ------------------- | ---------- | --------------- | --------- |
| Zmeu X-Fest Classic Mountain | 19,6 km  | +/-1 750 m          | Roumanie   | 3 mai 2025      | classique |
| Vertical Nasego              | 4,2 km   | +1 000 m            | Italie     | 24 mai 2025     | vertical  |
| Trophée Nasego               | 20,6 km  | +1 336 m / -1 039 m | Italie     | 25 mai 2025     | long      |
| Tatra Race Run               | 25 km    | +/-1 700 m          | Pologne    | 15 juin 2025    | long      |
| Broken Arrow Ascent          | 4,8 km   | +914 m              | États-Unis | 20 juin 2025    | vertical  |
| Broken Arrow Skyrace         | 21,75 km | +1 433 m            | États-Unis | 22 juin 2025    | long      |
| Chongli Uphill Race          | 7 km     | +675 m / -232 m     | Chine      | 5 juillet 2025  | vertical  |
| Chongli Classic Race         | 21 km    | +/-1 500 m          | Chine      | 6 juillet 2025  | classique |
| Vauban Mountain Trail KV     | 6 km     | +1 150 m            | France     | 19 juillet 2025 | vertical  |
| Vauban Mountain Trail 14km   | 14 km    | +/-750 m            | France     | 20 juillet 2025 | classique |
| Giir di Mont Uphill          | 9 km     | +1 040 m            | Italie     | 26 juillet 2025 | vertical  |
| Giir di Mont                 | 32 km    | +/-2 400 m          | Italie     | 27 juillet 2025 | long      |
| Sierre-Zinal                 | 31 km    | +2 200 m / -1 100 m | Suisse     | 9 août 2025     | long      |
| Velika Planina Race          | 9 km     | +1 295 m / -80 m    | Slovénie   | 23 août 2025    | vertical  |
| Course de Šmarna Gora        | 10 km    | +710 m / -350 m     | Slovénie   | 24 août 2025    | classique |

## Résultats

### Résultats détaillés Classique

#### Hommes
Les Kényans Kevin Kibet et Paul Machoka prennent les premiers les commandes de la Zmeu X-Fest Classic Mountain. Derrière eux, Henri Aymonod mène un groupe de poursuivants italiens. Henri Aymonod se détache ensuite de ses compatriotes pour revenir sur les talons des Kényans. Paul Machoka s'impose tandis que Kevin Kibet parvient à défendre la deuxième place pour deux secondes devant Henri Aymonod.
Le Kényan Michael Selelo Saoli prend le premier les commandes de la Chongli Classic Race, suivi de près par l'Allemand Lukas Ehrle. Ce dernier tente de réitérer son duel de la veille sur la Chongli Uphill Race mais voit le Kényan se détacher seul en tête. Michael Selelo Saoli s'offre la victoire tandis que Lukas Ehrle se retrouve à la lutte pour la deuxième place avec un autre Kényan, Paul Machoka. Ce dernier parvient à prendre l'avantage, laissant l'Allemand terminer sur la troisième marche du podium.
Un groupe de Kényans composé de Michael Selelo Saoli, Philemon Kiriago, Ephantus Mwangi Njeri et Richard Omaya Atuya s'empare des commandes du Vauban Mountain Trail. Michael Selelo Saoli mène les débats et se détache de ses compatriotes pour remporter la victoire. Philemon Kiriago termine deuxième devant Ephantus Mwangi Njeri.
| Course                       | Vainqueur            | Deuxième                | Troisième             |
| ---------------------------- | -------------------- | ----------------------- | --------------------- |
| Zmeu X-Fest Classic Mountain | Paul Machoka         | Kevin Kibet             | Henri Aymonod         |
| Chongli Classic Race         | Michael Selelo Saoli | Paul Machoka            | Lukas Ehrle           |
| Vauban Mountain Trail 14km   | Michael Selelo Saoli | Philemon Ombogo Kiriago | Ephantus Mwangi Njeri |
| Course de Šmarna Gora        |                      |                         |                       |

#### Femmes
La Britannique Scout Adkin s'empare des commandes de la Zmeu X-Fest Classic Mountain et file seule en tête. Creusant l'écart sur ses rivales, elle s'impose en solitaire avec une confortable avance de près de quinze minutes. Derrière elle, la deuxième place fait l'objet d'une lutte serrée entre la Kényane Valentine Rutto et la Roumaine Mădălina Amariei. Incapables de se départager, les deux femmes terminent la course au sprint et franchissent la ligne d'arrivée ensemble. Elles se classent deuxièmes ex-æquo.
Contrairement à sa tactique de la veille sur la Chongli Uphill Race, Valentine Jepkoech Rutto prend un départ prudent sur la Chongli Classic Race, laissant Scout Adkin et Gloria Chebet aux commandes pour la première partie de course. Valentine Jepkoech Rutto attend la deuxième montée pour lancer son attaque et doubler ses adversaires. Elle s'offre à nouveau la victoire. Scout Adkin et Gloria Chebet complètent le podium à l'identique de la veille.
La Française Nélie Clément crée la surprise sur le Vauban Mountain Trail en menant la course devant les favorites kényanes. Elle creuse l'écart sur ses rivales et s'impose avec plus d'une minute d'avance sur sa plus proche poursuivante, Joyce Muthoni Njeru. Valentine Jepkoech Rutto complète le podium.
| Course                       | Vainqueur                | Deuxième                                  | Troisième                |
| ---------------------------- | ------------------------ | ----------------------------------------- | ------------------------ |
| Zmeu X-Fest Classic Mountain | Scout Adkin              | Valentine Jepkoech Rutto Mădălina Amariei | -                        |
| Chongli Classic Race         | Valentine Jepkoech Rutto | Scout Adkin                               | Gloria Chebet            |
| Vauban Mountain Trail 14km   | Nélie Clément            | Joyce Muthoni Njeru                       | Valentine Jepkoech Rutto |
| Course de Šmarna Gora        |                          |                                           |                          |

### Résultats détaillés Vertical

#### Hommes
Les spécialistes italiens du kilomètre vertical s'alignent au départ du Vertical Nasego et affrontent les coureurs kényans. Richard Omaya Atuya mène la course sur un rythme soutenu, suivi de près par son compatriote Philemon Kiriago et un groupe de poursuivants italiens. Poursuivant sur sa lancée, Richard Omaya Atuya s'impose en 33 min 23 s, établissant un nouveau record du parcours. Philemon Kiriago parvient à s'emparer de la deuxième place pour deux secondes devant l'Italien Andrea Elia.
En raison de vents violents, les organisateurs décident d'abaisser l'arrivée de la Broken Arrow Ascent au KT22. Le parcours raccourci mesure 3,46 km pour environ 600 m de dénivelé positif. Sur ce parcours aussi court, les coureurs prennent un départ rapide avec l'Américain Christian Allen et l'Espagnol Kílian Jornet les premiers en tête. Ce dernier, victime de crampes d'estomac, ne parvient pas à tenir son rôle de favori et termine loin dans le peloton. Christian Allen tente de creuser l'écart en tête mais voit revenir sur lui son compatriote Joseph Gray. Christian Allen parvient à défendre sa position pour remporter la victoire. Joseph Gray termine deuxième devant son compatriote Cameron Smith.
L'Allemand Lukas Ehrle et le Kényan Michael Selelo Saoli se disputent âprement la tête de course de la Chongli Uphill Race. Aucun des deux hommes ne parvient à se départager et la victoire se joue au sprint final, à l'avantage de l'Allemand pour une seule seconde. L'Italien Andrea Rostan complète le podium.
Un groupe de Kényans composé de Philemon Kiriago, Josphat Kiprotich et Richard Omaya Atuya s'empare des commandes du Vauban Mountain Trail KV. Ils sont suivis de près par Jacob Adkin et Andrea Elia. Tandis que Philemon Kiriago perd du terrain sur ses compatriotes, Jacob Adkin lance son attaque pour s'emparer de la troisième place. Richard Omaya Atuya s'offre la victoire devant Josphat Kiprotich et Jacob Adkin complète le podium.
Un groupe de Kényans s'élance en tête du Giir di Mont Uphill. Très à l'aise sur ce genre d'épreuves en montée, Richard Omaya Atuya parvient à faire la différence pour remporter la victoire. Philemon Ombogo Kiriago et Paul Machoka complètent le podium. La course faisant office d'épreuve en montée pour les championnats d'Italie de course en montagne, Andrea Elia remporte le titre ayant terminé meilleur Italien en sixième position.
| Course                   | Vainqueur           | Deuxième                | Troisième     |
| ------------------------ | ------------------- | ----------------------- | ------------- |
| Vertical Nasego          | Richard Omaya Atuya | Philemon Ombogo Kiriago | Andrea Elia   |
| Broken Arrow Ascent      | Christian Allen     | Joseph Gray             | Cameron Smith |
| Chongli Uphill Race      | Lukas Ehrle         | Michael Selelo Saoli    | Andrea Rostan |
| Vauban Mountain Trail KV | Richard Omaya Atuya | Josphat Kiprotich       | Jacob Adkin   |
| Giir di Mont Uphill      | Richard Omaya Atuya | Philemon Ombogo Kiriago | Paul Machoka  |
| Velika Planina Race      |                     |                         |               |

#### Femmes
La Kényane Philaries Kisang mène le Vertical Nasego suivie de près par la Britannique Scout Adkin. La Kényane impose son rythme soutenu et parvient à s'imposer avec plus de trente secondes d'avance sur la Britannique. La troisième place du podium fait l'objet d'une lutte serrée entre la quintuple vainqueur Andrea Mayr et l'Italienne Francesca Ghelfi. Cette dernière parvient à faire la différence et complète le podium avec plus d'une minute d'avance sur l'Autrichienne.
Sur le parcours raccourci de la Broken Arrow Ascent, un groupe se forme en tête, composé des Américaines Anna Gibson et Sydney Petersen, de la Kényane Joyce Muthoni Njeru et de la Canadienne Jade Belzberg. Anna Gibson parvient à creuser l'écart en tête et s'offre la victoire. Joyce Muthoni Njeru assure la deuxième place devant Jade Belzberg.
La Kényane Valentine Jepkoech Rutto prend la première les commandes de la Chongli Uphill Race. Imposant son rythme, elle distancie ses adversaires et s'envole vers la victoire. Scout Adkin réalise une solide course pour terminer deuxième devant la Kényane Gloria Chebet.
Annoncée comme favorite sur le Vauban Mountain Trail KV, la Française Christel Dewalle domine la course et s'impose au terme d'une course en solitaire. Elle devance de près d'une minute Scout Adkin. La Française Nélie Clément réalise une solide course pour compléter le podium devant les coureuses kényanes.
Le Giir di Mont Uphill voit un début de course serré avec la favorite Scout Adkin au coude à coude avec Francesca Ghelfi, Andrea Mayr et les Kényanes. Après plusieurs changements en tête de course, Scout Adkin parvient à faire la différence pour remporter la victoire avec six secondes d'avance sur Francesca Ghelfi. Andrea Mayr complète le podium. La course faisant office d'épreuve en montée pour les championnats d'Italie de course en montagne, Francesca Ghelfi remporte le titre.
| Course                   | Vainqueur                | Deuxième            | Troisième        |
| ------------------------ | ------------------------ | ------------------- | ---------------- |
| Vertical Nasego          | Philaries Jeruto Kisang  | Scout Adkin         | Francesca Ghelfi |
| Broken Arrow Ascent      | Anna Gibson              | Joyce Muthoni Njeru | Jade Belzberg    |
| Chongli Uphill Race      | Valentine Jepkoech Rutto | Scout Adkin         | Gloria Chebet    |
| Vauban Mountain Trail KV | Christel Dewalle         | Scout Adkin         | Nélie Clément    |
| Giir di Mont Uphill      | Scout Adkin              | Francesca Ghelfi    | Andrea Mayr      |
| Velika Planina Race      |                          |                     |                  |

### Résultats détaillés Long

#### Hommes
Le Kényan Philemon Kiriago prend le premier les commandes du Trophée Nasego et impose un rythme soutenu. Il est suivi par l'Italien Luciano Rota et un groupe de poursuivants kényans. Alors que Philemon Kiriago creuse l'écart en tête pour filer vers la victoire, Luciano Rota se fait rattraper et doubler par les Kényans. Paul Machoka termine deuxième tandis que Michael Selelo Saoli arrache la troisième place au sprint final pour moins d'une seconde devant Richard Omaya Atuya.
Les favoris kényans Paul Machoka et Kevin Kibet s'élancent en tête de la Tatra Race Run. Le duo creuse l'écart en tête sur le reste du peloton et Paul Machoka parvient à se distancier de son compatriote pour s'offrir la victoire. Le Polonais Marcel Fabian complète le podium.
Les Kényans Patrick Kipngeno et Philemon Kiriago mènent la Broken Arrow Skyrace. Ils sont talonnés par le Marocain Elhousine Elazzaoui. Peu inquiété par le reste du peloton, le trio mène sur un rythme soutenu. Elhousine Elazzaoui lance son attaque en fin de course pour passer en tête. Il remporte la victoire en 1 h 43 min 53 s et signe un nouveau record du parcours. Philemon Kiriago termine deuxième juste devant Patrick Kipngeno.
Annoncé comme favori pour sa première participation au Giir di Mont, Davide Magnini assume son rôle et se retrouve à la lutte avec Paul Machoka pour la tête de course. L'Italien tire avantage des passages techniques pour faire la différence et creuse l'écart sur son rival. Paul Machoka finit par lever le pied et se fait doubler par le Norvégien Stian Angermund et l'Italien Mattia Tanara. Davide Magnini remporte la victoire devant Stian Angermund et Mattia Tanara.
Le triathlète suisse Adrien Briffod (en) crée la surprise en prenant le premier les commandes de Sierre-Zinal. Parti sur un rythme soutenu, il mène seul la première partie de course. Les coureurs kényans de l'équipe run2gether ne se laissent pas impressionner et lancent leur attaque en deuxième partie de course. Ils parviennent à rattraper puis à doubler le Suisse. Philemon Kiriago s'empare de la tête de course et file s'offrir sa deuxième victoire de la classique suisse. Ses compatriotes Patrick Kipngeno et Michael Selelo Saoli complètent le podium. Adrien Briffod échoue finalement au pied du podium,.
| Course               | Vainqueur               | Deuxième                | Troisième            |
| -------------------- | ----------------------- | ----------------------- | -------------------- |
| Trophée Nasego       | Philemon Ombogo Kiriago | Paul Machoka            | Michael Selelo Saoli |
| Tatra Race Run       | Paul Machoka            | Kevin Kibet             | Marcel Fabian        |
| Broken Arrow Skyrace | Elhousine Elazzaoui     | Philemon Ombogo Kiriago | Patrick Kipngeno     |
| Giir di Mont         | Davide Magnini          | Stian Angermund         | Mattia Tanara        |
| Sierre-Zinal         | Philemon Ombogo Kiriago | Patrick Kipngeno        | Michael Selelo Saoli |

#### Femmes
La Kényane Philaries Kisang et la Britannique Scout Adkin se livrent un duel serré en tête du Trophée Nasego. La Kényane accélère à plusieurs reprises mais se fait toujours talonner par la Britannique. Cette dernière ne parvient toutefois pas à dépasser la Kényane qui s'impose avec six secondes d'avance. Derrière elles, la troisième place se joue entre Valentine Jepkoech Rutto, Joyce Muthoni Njeru et Andrea Mayr. Joyce Muthoni Njeru parvient à faire la différence pour compléter le podium avec une minute d'avance sur ses rivales.
La favorite Scout Adkin prend la première les commandes de la Tatra Race Run. Elle fait face notamment à la coureuse locale Iwona Januszyk qui habite sur place. La Britannique ne se laisse pas impressionner et fait étalage de son talent en dominant la course de bout en bout pour s'imposer. La Polonaise Weronika Matuszczak réalise une solide course pour remporter la deuxième place devant sa compatriote Iwona Januszyk.
Tenante du titre, la Kényane Joyce Muthoni Njeru prend les commandes de la Broken Arrow Skyrace. Elle livre un duel en tête avec la Roumaine Mădălina Florea, les deux femmes s'échangeant la tête de course à plusieurs reprises. La Kényane parvient à faire la différence en fin de course pour aller chercher la victoire en 2 h 1 min 6 s et bat son propre record féminin du parcours. L'Américaine Anna Gibson complète le podium.
La Kényane Valentine Jepkoech Rutto prend la première les commandes du Giir di Mont. Courant sur un rythme soutenu, elle mène la course de bout en bout pour s'offrir la victoire. Derrière elle, la seconde place fait l'objet d'une lutte serrée entre les Italiennes Martina Cumerlato et Roberta Jacquin. Martina Cumerlato parvient dans un premier temps à prendre l'avantage sur sa compatriote mais se fait doubler dans la dernière descente et termine troisième.
La Kényane Caroline Kimutai prend la première les commandes de Sierre-Zinal suivie de près par sa compatriote Joyline Chepngeno. Cette dernière tire avantage de la connaissance du terrain pour reprendre la tête et filer s'offir sa deuxième victoire de la classique suisse, devant Caroline Kimutai. L'Allemande Laura Hottenrott se place en troisième position durant la première partie de course mais se fait ensuite doubler par la Suissesse Maude Mathys en seconde partie de course. L'ultra-traileuse américaine Katie Schide lance son attaque dans la descente finale et parvient à doubler l'Allemande puis la Suissesse pour s'offrir la troisième marche du podium,.
| Course               | Vainqueur                | Deuxième               | Troisième           |
| -------------------- | ------------------------ | ---------------------- | ------------------- |
| Trophée Nasego       | Philaries Jeruto Kisang  | Scout Adkin            | Joyce Muthoni Njeru |
| Tatra Race Run       | Scout Adkin              | Weronika Matuszczak    | Iwona Januszyk      |
| Broken Arrow Skyrace | Joyce Muthoni Njeru      | Monica Mădălina Florea | Anna Gibson         |
| Giir di Mont         | Valentine Jepkoech Rutto | Roberta Jacquin        | Martina Cumerlato   |
| Sierre-Zinal         | Joyline Chepngeno        | Caroline Kimutai       | Katie Schide        |